# Campeonato Mundial de Natación de 1975
El II Campeonato Mundial de Natación se celebró en Cali (Colombia) entre el 19 y el 27 de julio de 1975. Fue organizado por la Federación Internacional de Natación (FINA) y la Federación Colombiana de Natación. Participaron un total de 682 atletas representantes de 39 federaciones nacionales.
Se realizaron competiciones de natación, natación sincronizada, saltos y waterpolo. Las competiciones se disputaron en las Piscinas Panamericanas Hernando Botero O'Byrne de la ciudad colombiana.

## Resultados de natación

### Masculino
| Evento                   | Oro                                                                              | Plata                                                                         | Bronce                                                                                |
| ------------------------ | -------------------------------------------------------------------------------- | ----------------------------------------------------------------------------- | ------------------------------------------------------------------------------------- |
| 100 m libre              | Andrew Coan Estados Unidos 51,23                                                 | Vladimir Bure URSS 51,32                                                      | Jim Montgomery Estados Unidos 51,44                                                   |
| 200 m libre              | Timothy Shaw Estados Unidos 1:51:04                                              | Bruce Furniss Estados Unidos 1:51:72                                          | Brian Brinkley Reino Unido 1:53:56                                                    |
| 400 m libre              | Timothy Shaw Estados Unidos 3:54,88                                              | Bruce Furniss Estados Unidos 3:57,71                                          | Franck Pfütze RDA 4:01,10                                                             |
| 1500 m libre             | Timothy Shaw Estados Unidos 15:28,92                                             | Brian Goodell Estados Unidos 15:39,00                                         | David Parker Reino Unido 15:58,21                                                     |
| 100 m espalda            | Roland Matthes RDA 58,15                                                         | John Murphy Estados Unidos 58,34                                              | Malvin Nash Estados Unidos 58,38                                                      |
| 200 m espalda            | Zoltán Verrasztó · Hungría · 2:05,05                                             | Mark Tonelli Australia 2:05,78                                                | Paul Hove Estados Unidos 2:06,49                                                      |
| 100 m braza              | David Wilkie Reino Unido 1:04,26                                                 | Nobutaka Taguchi Japón 1:05,04                                                | David Leigh Reino Unido 1:05,32                                                       |
| 200 m braza              | David Wilkie Reino Unido 2:18,23                                                 | Richard Colella Estados Unidos 2:21,60                                        | Nikolai Pankin URSS 2:21,75                                                           |
| 100 m mariposa           | Gregory Jagenburg Estados Unidos 55,63                                           | Roger Pyttel RDA 56,04                                                        | Wiliam Forrester Estados Unidos 56,07                                                 |
| 200 m mariposa           | William Forrester Estados Unidos 2:01,95                                         | Roger Pyttel RDA 2:02,22                                                      | Brian Brinkley Reino Unido 2:02,47                                                    |
| 200 m cuatro estilos     | András Hargitay · Hungría · 2:07,72                                              | Bruce Furniss Estados Unidos 2:07,75                                          | Andrei Smirnov URSS 2:08,52                                                           |
| 400 m cuatro estilos     | András Hargitay · Hungría · 4:32,57                                              | Andrei Smirnov URSS 4:35,64                                                   | Hans-Joachim Geissler RFA 4:36,40                                                     |
| 4 × 100 m libre          | Estados Unidos Bruce Furniss Jim Montgomery Andrew Coan John Murphy 3:24,85 (RM) | RFA Klaus Steinbach Dirk Braunleder Kersten Meier Peter Nocke 3:29,55         | Italia · Roberto Pangaro · Paolo Barelli · Claudio Zei · Marcello Guarducci · 3:31,85 |
| 4 × 200 m libre          | RFA Klaus Steinbach Werner Lampe Hans-Joachim Geißler Peter Nocke 7:39,44        | Reino Unido Alan McClatchey Gary Jameson Gordon Downie Brian Brinkley 7:42,55 | URSS Alexandr Samsonov Anatoli Rybakov Viktor Aboimov Andrei Krilov 7:43,58           |
| 4 × 100 m cuatro estilos | Estados Unidos John Murphy Richard Colella Gregory Jagenburg Andrew Coan 3:49,00 | RFA Klaus Steinbach Walter Kusch Michael Kraus Peter Nocke 3:51,85            | Reino Unido James Carter David Wilkie Brian Brinkley Gordon Downie 3:52,80            |

- RM – Récord mundial.

### Femenino
| Evento                   | Oro                                                                        | Plata                                                                              | Bronce                                                                                  |
| ------------------------ | -------------------------------------------------------------------------- | ---------------------------------------------------------------------------------- | --------------------------------------------------------------------------------------- |
| 100 m libre              | Kornelia Ender RDA 56,50                                                   | Shirley Babashoff Estados Unidos 57,81                                             | Enith Brigitha · Países Bajos · 58,20                                                   |
| 200 m libre              | Shirley Babashoff Estados Unidos 2:02,50                                   | Kornelia Ender RDA 2:02,69                                                         | Enith Brigitha · Países Bajos · 2:03,92                                                 |
| 400 m libre              | Shirley Babashoff Estados Unidos 4:16,87                                   | Jennifer Turrall Australia 4:17,88                                                 | Katherine Heddy Estados Unidos 4:18,03                                                  |
| 800 m libre              | Jennifer Turrall Australia 8:44,75                                         | Heather Greenwood Estados Unidos 8:48,88                                           | Shirley Babashoff Estados Unidos 8:53,22                                                |
| 100 m espalda            | Ulrike Richter RDA 1:03,30                                                 | Birgit Treiber RDA 1:04,34                                                         | Nancy Garapick · Canadá · 1:04,73                                                       |
| 200 m espalda            | Birgit Treiber RDA 2:15,46 (RM)                                            | Nancy Garapick · Canadá · 2:16,09                                                  | Ulrike Richter RDA 2:18,76                                                              |
| 100 m braza              | Hannelore Anke RDA 1:12,72                                                 | Wijda Mazereeuw · Países Bajos · 1:14,29                                           | Marcia Morey Estados Unidos 1:15,00                                                     |
| 200 m braza              | Hannelore Anke RDA 2:37,25                                                 | Wijda Mazereeuw · Países Bajos · 2:37,50                                           | Karla Linke RDA 2:38,28                                                                 |
| 100 m mariposa           | Kornelia Ender RDA 1:01,24 (RM)                                            | Rosemarie Kother RDA 1:01,80                                                       | Camille Wright Estados Unidos 1:02,79                                                   |
| 200 m mariposa           | Rosemarie Kother RDA 2:13,82                                               | Valerie Lee Estados Unidos 2:14,89                                                 | Gabrielle Wuschek RDA 2:15,95                                                           |
| 200 m cuatro estilos     | Katherine Heddy Estados Unidos 2:19,80                                     | Ulrike Tauber RDA 2:20,40                                                          | Angela Franke RDA 2:20,41                                                               |
| 400 m cuatro estilos     | Ulrike Tauber RDA 4:52,73                                                  | Kala Linke RDA 4:57,86                                                             | Katherine Heddy Estados Unidos 5:00,46                                                  |
| 4 × 100 m libre          | RDA Kornelia Ender Barbara Krause Claudia Hempel Ute Brückner 3:49,37 (RM) | Estados Unidos Katherine Heddy Karen Reeser Kelly Rowell Shirley Babashoff 3:50,74 | Canadá · Gail Amundrud · Anne Jardin · Becky Smith · Jill Quick · 3:53,37               |
| 4 × 100 m cuatro estilos | RDA Ulrike Richter Hannelore Anke Rosemarie Kother Kornelia Ender 4:14,74  | Estados Unidos Linda Jazek Marcia Morey Camille Wright Shirley Babashoff 4:20,47   | Países Bajos · Paula van Eijk · Wijda Mazereeuw · Jose Damen · Enith Brigitha · 4:21,45 |

- RM – Récord mundial.

### Medallero
| Núm. | País           | Oro | Plata | Bronce | Total |
| ---- | -------------- | --- | ----- | ------ | ----- |
| 1    | Estados Unidos | 11  | 11    | 9      | 31    |
| 2    | RDA            | 11  | 7     | 5      | 23    |
| 3    | Hungría        | 3   | 0     | 0      | 3     |
| 4    | Reino Unido    | 2   | 1     | 5      | 8     |
| 5    | RFA            | 1   | 2     | 1      | 4     |
| 6    | Australia      | 1   | 2     | 0      | 3     |
| 7    | Países Bajos   | 0   | 2     | 3      | 5     |
| 7    | URSS           | 0   | 2     | 3      | 5     |
| 9    | Canadá         | 0   | 1     | 2      | 3     |
| 10   | Japón          | 0   | 1     | 0      | 1     |
| 11   | Italia         | 0   | 0     | 1      | 1     |
|      | TOTAL          | 29  | 29    | 29     | 87    |

## Resultados de saltos

### Masculino
| Evento          | Oro                                     | Plata                                | Bronce                              |
| --------------- | --------------------------------------- | ------------------------------------ | ----------------------------------- |
| Trampolín 3 m   | Philip Boggs Estados Unidos 597,12 pts. | Klaus Dibiasi · Italia · 588,20 pts. | Viacheslav Strajov URSS 577,59 pts. |
| Plataforma 10 m | Klaus Dibiasi · Italia · 547,98         | Nikolai Mijailin URSS 532,95         | Carlos Girón · México · 529,71      |

### Femenino
| Evento          | Oro                             | Plata                         | Bronce                                |
| --------------- | ------------------------------- | ----------------------------- | ------------------------------------- |
| Trampolín 3 m   | Irina Kalinina URSS 489,81      | Tatiana Volynkina URSS 473,37 | Christine Loock Estados Unidos 466,92 |
| Plataforma 10 m | Janet Ely Estados Unidos 403,89 | Irina Kalinina URSS 387,99    | Ulrika Knape · Suecia · 387,90        |

### Medallero
| Núm. | País           | Oro | Plata | Bronce | Total |
| ---- | -------------- | --- | ----- | ------ | ----- |
| 1    | Estados Unidos | 2   | 0     | 1      | 3     |
| 2    | URSS           | 1   | 3     | 1      | 4     |
| 3    | Italia         | 1   | 1     | 0      | 1     |
| 4    | México         | 0   | 0     | 1      | 1     |
| 4    | Suecia         | 0   | 0     | 1      | 1     |
|      | TOTAL          | 4   | 4     | 4      | 12    |

## Resultados de natación sincronizada
| Evento | Oro | Plata | Bronce                                                                                                |
| ------ | --- | --- | --- |
| Solo   | Gail Buzonas Estados Unidos 133,083 pts.                                                                                          | Sylvie Fortier · Canadá · 130,866 pts. | Yasuko Unezaki Japón 126,616 pts.                                                                     |
| Dúo    | Robin Curren Amanda Norrish Estados Unidos 129,433                                                                                | Laura Wilkin · Carol Stuart · Canadá · 127,733 | Masako Fujiwara Yasuko Fujiwara Japón 123,099                                                         |
| Equipo | Michele Barone Susan Barros Gail Buzonas Robin Curren Mary Longo Amanda Norrish Linda Shelley Pamela Tryon Estados Unidos 128,812 | Katherine Anderson · Robin Anderson · Linda Bedard · Jocelyn Boucher · Sylvie Fortier · Danielle Luzon · Marie-Josee Poulin · Judith Verret · Canadá · 125,129 | Masae Fujiwara Masako Fujiwara Yasuko Fujiwara Yuki Ishii Junko Sugawara Yasuko Unezaki Japón 123,691 |

### Medallero
| Núm. | País           | Oro | Plata | Bronce | Total |
| ---- | -------------- | --- | ----- | ------ | ----- |
| 1    | Estados Unidos | 3   | 0     | 0      | 3     |
| 2    | Canadá         | 0   | 3     | 0      | 3     |
| 3    | Japón          | 0   | 0     | 3      | 3     |
|      | TOTAL          | 3   | 3     | 3      | 9     |

## Resultados de waterpolo
- Resultados del torneo masculino

| Evento    | Oro  | Plata     | Bronce   |
| --------- | ---- | --------- | -------- |
| Masculino | URSS | Hungría · | Italia · |

## Medallero total
| Núm. | País           | Oro | Plata | Bronce | Total |
| ---- | -------------- | --- | ----- | ------ | ----- |
| 1    | Estados Unidos | 16  | 11    | 10     | 37    |
| 2    | RDA            | 11  | 7     | 5      | 23    |
| 3    | Hungría        | 3   | 1     | 0      | 4     |
| 4    | URSS           | 2   | 5     | 4      | 11    |
| 5    | Reino Unido    | 2   | 1     | 5      | 8     |
| 6    | RFA            | 1   | 2     | 1      | 4     |
| 7    | Australia      | 1   | 2     | 0      | 3     |
| 8    | Italia         | 1   | 1     | 2      | 4     |
| 9    | Canadá         | 0   | 4     | 2      | 6     |
| 10   | Países Bajos   | 0   | 2     | 3      | 5     |
| 11   | Japón          | 0   | 1     | 3      | 4     |
| 12   | México         | 0   | 0     | 1      | 1     |
| 12   | Suecia         | 0   | 0     | 1      | 1     |
|      | TOTAL          | 37  | 37    | 37     | 111   |